# Раа-Безенбек
Раа-Безенбек (нім. Raa-Besenbek) — громада в Німеччині, розташована в землі Шлезвіг-Гольштейн. Входить до складу району Піннеберг. Складова частина об'єднання громад Ельмсгорн-Ланд.
Площа — 12,98 км2. Населення становить 538 ос. (станом на 31 грудня 2020).